# C3b

The classical and alternative complement pathways.

C3b é o maior dos dois elementos formados após a clivagem do componente do complemento 3 (C3). O C3b se liga  covalentemente a superfície de células microbiais dentro do organismo. Isso leva à produção de C3-convertase ligada à superfície e, logo, mais componentes C3b (feedback positivo). O C3b ligado também auxilia na opsonização de micróbios e, logo, na fagocitose por macrófagos. O receptor do complemento 1 (CR1) em macrófagos permite a essas células a captura de micróbios recobertos com C3b. C3b auxilia também na depuração de  complexos imunes (antígeno-anticorpo).
C3b é clivado em C3c e C3d.